# Campeonato Mundial de Ciclismo em Estrada de 1982
Os Campeonatos do mundo de ciclismo em estrada de 1982 celebrou-se na circuito britânico de Goodwood de 31 de agosto a 4 de setembro de 1982.

## Resultados
| Event                       | Ouro                                                                                        | Ouro       | Prata                                                                        | Prata | Bronze                                                                         | Bronze |
| --------------------------- | ------------------------------------------------------------------------------------------- | ---------- | ---------------------------------------------------------------------------- | ----- | ------------------------------------------------------------------------------ | ------ |
| Provas masculinas           |                                                                                             |            |                                                                              |       |                                                                                |        |
| Homens - corrida em linha   | Giuseppe Saronni · Itália                                                                   | 6.42'22"   | Greg LeMond · Estados Unidos                                                 | + 5"  | Sean Kelly · Irlanda                                                           | + 7"   |
| Contrerrelógio por equipas  | Países Baixos · Maarten Ducrot · Gerard Schipper · Gerrit Solleveld · Frits Van Bindsbergen | 2h 14' 09" | Suíça · Alfred Achermann · Daniel Heggli · Richard Trinkler · Urs Zimmermann | + 37" | União Soviética · Youri Kashirin · Oleg Logvin · Sergej Voronin · Oleg Chuzhda | + 44"  |
| Amador - corrida em linha   | Bernd Drogan · Alemanha Oriental                                                            | 4h 17' 48" | Francis Vermaelen · Bélgica                                                  | + 8"  | Jurg Bruggmann · Suíça                                                         | + 8"   |
| Provas femininas            |                                                                                             |            |                                                                              |       |                                                                                |        |
| Mulheres - corrida em linha | Mandy Jones · Reino Unido                                                                   | 1h 13' 00" | Maria Canins · Itália                                                        | + 10" | Gerda Sierens · Bélgica                                                        | + 10"  |